# Ljubezen v času kolere
Ljubezen v času kolere je roman kolumbijskega avtorja Gabriela Garcíe Márqueza, ki je bil objavljen leta 1985. Roman govori o treh literarnih likih na začetku 20. stoletja, ko v obmorskem mestu, v okolici Río Negro, pustoši kolera. Roman je bil leta 2007 na 4. mednarodnem kongresu španščine, ki se je odvijal v Kolumbiji, razglašen za najboljši roman v španskem jeziku od leta 1980.

## Vsebina
Delo je razdeljeno na 6 obsežnih poglavij, ki pripovedujejo o ljubezenskem trikotniku, ki se splete med tremi glavnimi osebami: Juvenalom Urbino, Fermino Daza in Florentinom Ariza. V romanu si dogodki ne sledijo po časovnem vrstnem redu, temveč se pripovedujejo analitično in preko tega spoznavamo osebe, njihova dejanja ter druge informacije.
Florentino Ariza se zaljubi v Fermino takoj, ko jo prvič vidi v njeni hiši, medtem ko ji preda telegram. Začne jo osvajati s svojimi strastnimi pismi in jo opazuje s klopce v parku, ki se nahaja nasproti njene hiše. Na začetku ga ona noče sprejeti, a ko to naposled le stori, naleti na veliko neodobravanje njenega očeta, kar povzroči tudi to, da jo oče pošlje daleč stran, da bi pozabila svojega nesojenega ljubimca. Ko mine nekaj časa in se Fermina vrne nazaj, Florentina znova zavrne, saj vidi njuno ljubezen platonično in tako kmalu potem spozna dr. Juvenala Urbino, ki je prišel iz Pariza, da bi končal študij medicine. Po kratki zvezi in spodbujanju očeta k poroki, se Fermina naposled le odloči za poroko z Juvenalom, kljub temu, da ga ne ljubi. Po šestih letih potovanja po Evropi in Parizu, se vrneta nazaj kot srečen par, ki je imel dovolj časa za vzklitje prave medsebojne ljubezni, sad te pa je tudi njena nosečnost. Med vsem tem časom pa je Florentino ves čas mislil nanjo in čeprav ni izpolnil obljube, da bo zanjo ostal devičnik in je imel veliko ljubezenskih zvez, jo še vedno globoko ljubi in je odločen, da bo nekoč njegova. In prav zaradi tega, se na samem pogrebu ob smrti njenega moža, približa Fermini in ji ponovi prisego zvestobe in ljubezni, ki ji jo je dal pred leti. Fermina ga napodi in mu pove, da ga ne želi več videti, poleg tega pa se ji ta izpoved ob truplu njenega moža, ki je bil pravkar pokopan, zdi nadvse neprimerna. Florentino se tega ne ustraši in ji začne ponovno pisati pisma, vse dokler ona ne sprejme njegovega obiska. Obiski so čedalje bolj pogosti in tako minevajo dnevi, dokler ni Fermina odločena, da si bo popolnoma opomogla od žalovanja in se tako s Florentinom poda na potovanje po reki Magdalena. Prav na tej barki, ki se imenuje Nova Zvestoba, se Fermina le preda Florentinu, on pa končno dočaka trenutek, ki ga je čakal 53 let, 7 mesecev in 11 dni, z vsemi dolgimi nočmi čakanja. Tako dokažeta, da je ljubezen vztrajna in da je življenje tisto, ki nima meja.

## Glavne osebe
- Juvenal Urbino de la Calle Zdravnik, ki je hotel končati s kolero v vasi in je bil znan kot zelo humanitaren človek. Bil je mož Fermine Daza, a ji je bil nezvest s svojo pacientko, mulatko, ki se je imenovala Barbara Lynch. Kot starejši se je sprehajal s palico, oblačil pa se je v dolg brezrokavnik.
- Florentino Ariza Njegov oče, podjetnik v karibski rečni združbi, je umrl zaradi kolere. Florentino se je oblačil zelo staromodno, zato je izgledal starejši, kot pa je bil v resnici. Zelo rad je pisal in bral ljubezenska pisma, njegova velika ljubezen pa je bila Fermina Daza, kateri je prisegel zvestobo in deviškost, katere ni obdržal, saj ga je neka ženska izkoristila. Nato se je zapletel še s sosedo, ki je bila znana kot vdova iz Nazareta in je prišla k njemu ter njegovi materi zaradi izgube hiše in ni imela kam iti.
- Fermina Daza živahno dekle, z očmi barve mandeljnev in dolgimi lasmi, ki si jih je vedno česala v kito. Prihajala je iz dobre družine, poročila pa se je z uglednim zdravnikom Juvenalom Urbino. Zelo rada je imela živali in rože, imela je tudi dar zaznavanja oseb po njihovem vonju. V mladosti je imela nedolžno romanco s Florentinom Arizo.

## Stranske osebe
- Lorenzo Daza – strog oče Fermine Daza, ki je trgovec z mulami in je bil obtožen tudi umazanih poslov.
- Sholastika Daza – je teta Fermine Daza po očetovi strani. Fermini in Florentinu je pomagala pri dopisovanju, a ko je za to izvedel Lorenzo, ji je ukazal oditi iz hiše.
- Lotario Thugut – je nemški telegrafist, ki je za to navdušil tudi Florentina. Je tudi lastnik hotela, kjer je Florentino živel kot otrok.
- stric León – Florentinov stric, ki ga zaposli v CFC (Compañía Fluvial del Caribe, »Rečna karibska združba«)
- Tránsito Ariza – je mati Florentina Arize, ki z leti postane nora in misli, da je Cucarachita Martinez, lik iz otroških zgodb.
- Hildebranda Sánchez – sestrična Fermine Daza, s katero imata sestrski odnos in si delita vse skrivnosti.
- Olimpia Zuleta – poročena ženska, katero je ubil njen mož zaradi bežnega ljubezenskega razmerja, ki ga je imela s Florentinom.
- Barbara Lynch – ljubimka Juvenala Urbina, s katerim sta bila skupaj približno štiri mesece.

## Film
Leta 2007 je Mike Newell ponesel ta roman na filmska platna z angleškim naslovom Love in the Time of Cholera. V filmu so kot glavni liki zaigrali Unax Ugalde, Javier Bardem in Giovanna Mezzogiorno, snemali pa so v mestu Cartagena de Indias v Kolumbiji. V filmu lahko slišimo tudi glasbo kolumbijske pevke Shakire.